# Dirk Degraen
Dirk Degraen (Wellen, 1964) is en Belgisch zakenman. Van 2009 tot 2014 was hij algemeen directeur van voetbalclub KRC Genk. Hij is jurist van opleiding.

## Biografie
Dirk Degraen groeide op in de provincie Limburg en voetbalde als jonge tiener voor het bescheiden Wellen SK. Als student trok hij naar Leuven, waar hij rechten studeerde. In 1999 richtte hij samen met Paul De Geyter het makelaarskantoor Sports and Entertainment Management (SEM) op. Als makelaar begeleidde hij verscheidene voetballers en wielrenners, waaronder Luc Nilis, Frank Vandenbroucke, Yves Vanderhaeghe, Filip De Wilde, Branko Strupar, Dirk Medved, Mario Aerts, Kevin Vandenbergh en Gert Verheyen. Ook voetbalmakelaar Vincent Mannaert werkte een tijdje voor SEM. Voor de oprichting van het makelaarskantoor was Degraen secretaris-generaal van de Internationale Vereniging van Voetbalagenten (IAFA). Vanuit die functie sleutelde hij mee aan de FIFA-reglementen omtrent transfers.
In 2006 stopte Degraen als directeur van SEM en werd hij huisvader. Drie jaar later werd hij uit 90 kandidaten gekozen als de nieuwe algemeen directeur van voetbalclub KRC Genk. In het seizoen 2010/11 veroverde Degraen met Genk zijn eerste landstitel. In september 2011 werd Degraen, tijdens de derby tegen STVV, in de tribunes aangevallen door een supporter van de tegenpartij. De algemeen directeur van Genk tilde achteraf niet zwaar aan het incident.
In 2013 begon Genk onder coach Mario Been goed aan het seizoen. De trainer loodste zijn team door de groepsfase van de UEFA Europa League en bereikte in de competitie de tweede plaats. Vanaf november gingen de prestaties erop achteruit. Genk verloor bijna wekelijks en zakte terug naar de zesde plaats. Trainer Been en bestuursleden Degraen en Gunther Jacob kwamen onder vuur te liggen. In februari 2014 verscheen in de pers het bericht dat het huis van Degraen was bekogeld met een kassei. Enkele weken later werd Been ontslagen. Bij zijn afscheid vroeg Degraen aan de aanwezige journalisten om een applaus. Op 28 april 2014 werd Degraen zelf aan de deur gezet.

## Trivia
- In zijn vrije tijd speelt Degraen regelmatig golf.
- Hij is een supporter van FC Barcelona.
- Sinds 1996 woont hij regelmatig de Afrika Cup bij.
- Hij heeft een zoon en een dochter. Het gezin Degraen woont in Bokrijk.